# Tal Wilkenfeld
Tal Wilkenfeld (ur. 2 grudnia 1986 w Sydney) – australijska instrumentalistka (znana głównie jako basistka), wokalistka i kompozytorka, a także producentka muzyczna.
Absolwentka Los Angeles Music Academy College of Music. Tal Wilkenfeld znana jest ze współpracy z takimi muzykami jak: Jeff Beck, Vinnie Colaiuta, Jason Rebello, Herbie Hancock, Chick Corea, Wayne Krantz, Jeff „Tain” Watts oraz Keith Carlock. Prowadzi także solową działalność artystyczną.
Tal Wilkenfeld promuje instrumenty amerykańskiego producenta Sadowsky Guitars.

## Dyskografia
- Tal Wilkenfeld – Transformation (2007, Tal Wilkenfeld)[5]
- Jeff Beck – Performing This Week... Live At Ronnie Scott's (2008, Eagle Records)[6]
- Herbie Hancock – The Imagine Project (2010, Sony Music)[7]
- Lee Ritenour – 6 String Theory (2010, Concord Records)[8]
- Macy Gray – The Sellout (2010, Concord Records)[9]
- Jeff Beck – Emotion & Commotion (2010, ATCO Records)
- Różni wykonawcy – The 25th Rock & Roll Hall of Fame Concerts (DVD, 2010, Time Life Entertainment)
- Różni wykonawcy – Rock and Roll Hall of Fame Live Legends (DVD, 2010, Time Life Entertainment)
- Trevor Rabin – Jacaranda (2012, Varèse Vintage)[10]
- Steve Lukather – Transition (2013, Mascot Records)[11]
- Ryan Adams – Ryan Adams (2014, Blue Note)[12]
- Toto – Toto XIV (2015, Frontiers Records)[13]